# VirtualDJ
VirtualDJ (VDJ) ist ein Programm zum Mixen von Audio- und Videoelementen, das von Atomix Productions für Microsoft Windows und macOS entwickelt wird.

## Geschichte
Die erste Version von VirtualDJ wurde am 1. Juli 2003 veröffentlicht und diente als Nachfolger von AtomixMP3, einem ähnlichen Programm, dessen Entwicklung nach drei Jahren mit dem Release von VirtualDJ eingestellt wurde. Bis 2009 vertrieb Atomix Productions drei verschiedene Versionen: die Home Edition, die in Läden vertrieben wurde, die Pro Version, die nur online verfügbar war, sowie die Limited Version, die kostenlos mit einigen MIDI-Controllern geliefert wurde. 2009 wurde VirtualDJ Basic als günstige Alternative zu VirtualDJ Pro veröffentlicht. Basic unterstützte dabei keine MIDI-Controls. Seit 2014 werden mit Version 8 der Software fünf Lizenzoptionen angeboten: Pro Infinity (vollständige Version, einmaliger Kauf, kostenlose Updates), Pro Subscription (identisch mit Pro Infinity, allerdings als monatliches Abonnement), Business (identisch mit Pro Infinity, aber mit zusätzlichem Support), Home Plus (Hardware-Bedienung auf einzelnes Gerät beschränkt) und Home User (keine Hardware-Bedienung außer 10-minütiger Demo beim Start des Programms).
2010 gewann VirtualDJ den Preis als beste Mixing-Software bei den 25. Annual International Dance Music Awards in Miami.
Laut DJ Magazine war das Programm 2020 mit über 120 Millionen Downloads die beliebteste DJ-Software der Welt.

## Funktionen
Standardmäßig bietet das Programm zwei Plattenspieler (sog. Turntables bzw. Decks) sowie ein Mischpult, die das Überblenden von Liedern ermöglichen. Dateien können in Playlisten sortiert, mit der eingebauten Suchfunktion gefunden und in eins der Decks geladen werden. Der aktuelle Track und dessen Wellenform wird grafisch am Bildschirm dargestellt. Live können Loops unterschiedlicher Länge erstellt werden. Die Software kann zusätzlich mit Hardware, wie etwa DJ-Controllern, Hardware-Turntables oder Mixern, ergänzt werden.
Die Skriptsprache vdjscript ermöglicht es Nutzern, die Hardware sowie Tastatur mit eigenen Funktionen der Software zu belegen.
Im Jahr 2020 führte VirtualDJ als erste bekanntere DJ-Software die Aufteilung von abgemischten Aufnahmen in mehrere Spuren für Gesang und Instrumente in Echtzeit ein.
Im gleichen Zuge wurde die das Programm um die Unterstützung der Streamingdienste Beatport Link, Tidal und SoundCloud Go+ erweitert. Darüber hinaus können neben eigenen Katalogen Deezer und Beatsource verwendet werden.

## Rezeption
Von der Chip-Redaktion wird das Programm als sehr gut bewertet. Gelobt wird, dass alle Funktionen für den Einstieg in das Auflegen und auch „Profi-Features“ vorhanden seien.
Computer Bild hebt die Unterstützung vieler Audio- und Videoformate, die automatische Tempo-Anpassung und Synchronisation, den integrierten Dateibrowser mit Wiedergabekennzeichnung, die Erweiterungsmöglichkeiten und die Hardware-Unterstützung der kostenpflichtigen Lizenzen positiv hervor. Gegen eine Verwendung der Software sprechen laut Computer Bild, dass die Unterstützung eben nicht ohne eine solche Lizenz angeboten wird, teilweise „kostenpflichtige Remote-Apps“ erforderlich seien und „persönliche Vorlieben für Audio- und Videoeffekte […] die Auswahl“ erschweren können.
Im Testbericht von GIGA werden als Vorteile die Eignung sowohl für Profis als auch für Amateure, die Möglichkeit zum Mischen von Video und Karaoke, die Vielzahl der Effekte, die Hardware-Kompatibilität und die Möglichkeit zur Steuerung per Skriptsprache genannt. Nachteile konnten keine gefunden werden.
Für Netzwelt ist VirtualDJ „nicht umsonst eine der beliebtesten Software unter Amateur- und Profi-DJs“. Neben der Hardware-Unterstützung werden besonders die automatischen Übergänge gewürdigt. Allerdings könne die komplexe Oberfläche Neueinsteiger abschrecken. In einem Vergleich kostenloser DJ-Programme wird VirtualDJ zum Testsieger gekürt.
Das Faze Magazin schreibt zu einer Verbesserung des Aufteilens in mehrere Spuren („Stemming“) „Gerade erst hat Serato mit seinem Update 3 das Echtzeit-Stemming in seine DJ-Software integriert, da zieht Vorreiter VirtualDJ 2023 offenbar wieder davon.“
Thomas Wilke kritisiert in dem 2014 erschienenen Buch Gravitationsfeld Pop einen Werbetext für VirtualDJ. Dieser gebe vor, dass alleine die Programmnutzung ausreicht, um die Kompetenz eines DJs zu „kompensieren und zu simulieren“, die nach Darstellung des Textes wiederum direkt zu „Schwung in ihre[r] Party“ führe. Darüber hinaus werde eine Notwendigkeit von DJs für private Partys suggeriert.
Das Land Nordrhein-Westfalen hat ein Unterrichtsvorhaben für den Musikunterricht konzipiert, das die Nutzung von VirtualDJ vorschlägt. Auch auf dem Landesbildungsserver Baden-Württemberg wurde um 2010 Unterrichtsmaterial zu dem Programm bereitgestellt.
Erwähnung findet VirtualDJ auch zum Beispiel im Lehrbuch über das DJing / Auflegen Gut Aufgelegt von Gerd Duske.